# قديم (شاهين دج)
قديم هي قرية في مقاطعة شاهين دج، إيران. عدد سكان هذه القرية هو 208 في سنة 2006.